# Anders Fallenius
Rolf Axel Anders Fallenius, född Karlsson 22 februari 1966 i Vetlanda, död 6 juli 2015, var en svensk kriminalreporter.
Anders Fallenius var son till Sune Karlsson och Anne-Marie Fallenius. Efter frilansreportage i lokaltidningar, studerade han medie- och kommunikationsvetenskap på Linnéuniversitetet. Han gjorde sin värnplikt på Värnpliktsnytt och började därefter på Expressen 1990. Han var verksam vid flera olika redaktioner innan han hamnade på nyhetsredaktionen där han kom att inrikta sig på kriminaljournalistik. Han var ordförande i Kriminaljournalisternas klubb och blev sedermera nyhetschef på Expressen. Efter årtionden på Expressen lämnade han den tjänsten och 2008 posten som ordförande, för att börja undervisa i journalistik vid Ädelfors folkhögskola.